# Shot Online
Shot Online és un videojoc en línia massiu (MMORPG) que compta amb el desenvolupament de personatges i la simulació del golf. És desenvolupat pel desenvolupador OnNet USA que té base a San Jose i està publicat mitjançant el seu joc portal web, GamesCampus. Encara que no hi ha una quota de subscripció o cost per descarregar i jugar el joc, els elements addicionals es poden comprar amb diners reals a través del lloc web del videojoc. El joc es distribueix també a través de botigues minoristes, com Amazon.com.